# Doris Schmitt-Landsiedel
Doris Schmitt-Landsiedel (* 13. Dezember 1952; † vor oder am 8. Juli 2023) war eine deutsche Elektrotechnikerin. Sie war Professorin an der Fakultät für Elektrotechnik und Informationstechnik der Technischen Universität München (TUM) und Mitglied des Aufsichtsrats der Infineon Technologies AG.

## Leben
Schmitt-Landsiedel schloss ihr Studium der Elektrotechnik 1977 als Diplom-Ingenieurin an der Universität Karlsruhe und ihr Studium der Physik 1980 als Diplom-Physikerin an der Universität Freiburg ab. Im Jahre 1984 promovierte sie an der Technischen Universität München mit dem Thema Physikalisch begrenzende Parameter bei der Transistorverkleinerung: dünne Oxide und heisse Elektronen. Von 1981 bis 1996 war sie Mitarbeiterin und Leiterin eines Forschungssektors in der Zentralen Forschung und Entwicklung der Siemens AG. Von 1996 bis 2016 war sie Inhaberin des Lehrstuhls für Technische Elektronik an der Technischen Universität München.
Doris Schmitt-Landsiedel war zuletzt Mutter zweier erwachsener Kinder.

## Wissenschaftliches Werk
Schmitt-Landsiedels Forschungsthemen lagen im Bereich des Zusammenspiels von elektronischen Bauelementen und integrierten Schaltungen, wie z. B. Schaltungen mit niedriger Verlustleistung bei zugleich hoher Ausbeute und Zuverlässigkeit, trotz zunehmender Schwankungen und Degradationseffekte in neuen CMOS-Technologien. Sie veröffentlichte mehr als 300 wissenschaftliche Arbeiten. Zudem war sie Erfinderin oder Miterfinderin von mehr als 50 Patenten und Patentanmeldungen. Sie war Koeditorin der Fachbuch-Reihe Springer Series in Advanced Microelectronics.
Schmitt-Landsiedel war bis 2014 Mitglied des Senats der Deutschen Forschungsgemeinschaft und der Deutschen Akademie der Technikwissenschaften acatech. Von 2005 bis 2016 war sie Mitglied des Aufsichtsrats der Infineon Technologies AG. Von 2004 bis 2010 war sie Mitglied des Wissenschaftsrats. Als Mitglied der Kuratorien des Fraunhofer-Instituts für System- und Innovationsforschung (ISI) sowie der Fraunhofer-Einrichtung für Modulare Festkörpertechnologien gehörte sie der Fraunhofer-Gesellschaft an. Ab 2010 war sie Kuratoriumsmitglied des Deutschen Museums in München. Von 2000 bis 2008 war sie Hochschulrätin der Universität der Bundeswehr München und war ab dem 1. Oktober 2011 Mitglied des Hochschulrats der Hochschule für angewandte Wissenschaften – Fachhochschule Rosenheim.

## Ehrungen und Auszeichnungen
- Bundesverdienstkreuz am Bande, verliehen durch den Bundespräsidenten, 2008[14]
- Ehrenmedaille der Universität der Bundeswehr München, 2008[2]
- Heinz Maier-Leibnitz-Medaille der Technischen Universität München, 2009[15]
- Top 25 des deutschen ingenieurinnenbund e. V. (25 einflussreichste Ingenieurinnen Deutschlands), 2011[3]
- Bayerischer Maximiliansorden für Wissenschaft und Kunst, 2012[16]
- Korrespondierendes Mitglied der Nordrhein-Westfälischen Akademie der Wissenschaften und der Künste, 2015

## Ausgewählte Werke
- mit M. Becherer, G. Csaba, R. Emling, W. Porod und P. Lugli: Field-coupled Nanomagnets for Interconnect-Free Nonvolatile Computing. In: Digest Internat. Solid-State Circuits Conf. ISSCC (solicited). 2009, S. 474–475.
- mit B. Wicht und S. Paul: Analysis and Compensation of the Bitline Multiplexer in SRAM Current Sense Amplifiers. In: IEEE J. Solid-State Circuits. 36(11), 2001, S. 1745–1755.
- mit M. Eisele, J. Berthold u. a.: Impact of Intra-Die Device Parameter Variations on Path Delays and Design for Yield of Low Voltage Digital Circuits. In: IEEE Trans. Very Large Scale Integration Systems. 5 (4), 1997, S. 360–368.
- mit W. Maly, J. Khare und S. Griep: Yield oriented computer-aided defect diagnosis. IEEE Trans. Semiconductor Manufacturing, 1995, S. 195–206.
- mit G. Dorda: Novel hot-electron effects in the channel of MOSFETs observed by capacitance measurements. In: IEEE Trans. Electron Devices. 32, 1985, S. 1294–1301.